# Борба (филм, 1892)
Вижте пояснителната страница за други значения на Борба.
„Борба“ (на английски: Wrestling) е американски късометражен документален ням филм от 1892 година.
Заснет е от режисьора Уилям Кенеди Диксън в лабораториите на Томас Едисън в Ню Джърси. Той е поредният експериментален филм на Диксън, но кадри от него не са достигнали до наши дни и се смята за изгубен.
Сюжетът е посветен на професионалната кеч борба.